# Сердечна Дарія Севастянівна
Дарія Севастянівна Сердечна (26 грудня 1917 — ?) — українська радянська діячка, 1-й секретар Машівського і Новосанжарського райкомів КПУ Полтавської області. Кандидат у члени ЦК КПУ в 1956—1966 роках.

## Біографія
Член ВКП(б) з 1947 року.
На 1947—1948 роки — старший зоотехнік Семенівського районного відділу сільського господарства Полтавської області.
На 1949—1954 роки — голова виконавчого комітету Семенівської районної ради депутатів трудящих Полтавської області.
У 1954—1957 роках — 1-й секретар Машівського районного комітету КПУ Полтавської області.
У 1957? — грудні 1962 року — 1-й секретар Новосанжарського районного комітету КПУ Полтавської області.
Довгий час працювала головою Партійної комісії при Полтавському обласному комітеті КПУ.
Потім — на пенсії в місті Полтаві.

## Нагороди
- орден Трудового Червоного Прапора (26.02.1958)
- орден «Знак Пошани» (23.01.1948)
- медалі